# Anguila (madero)
En construcción de buques, se llama anguila al madero tan largo como su eslora o poco menos, compuesto por gruesas y fuertes piezas y sobre el cual se forma a cada lado de los picaderos de la grada la parte de la basada en que aquel se bota al agua. Se llama también basola o baso, voces sin duda derivadas de base, por no ser otra cosa la anguila que como la base de toda la armazón.  
La anguila de fondo es la armazón entera que antiguamente se clavaba en el pantoque de la embarcación que había de subirse a la grada dándole para ello de quilla. Algunos diccionarios antiguos le dan también la denominación de anguila de cuna.